# Хапильский сельсовет
Хапильский сельсовет — административно-территориальная единица и муниципальное образование со статусом сельского поселения в Табасаранском районе Дагестана Российской Федерации.
Административный центр — село Хапиль.

## Население
| 2002  | 2010  | 2012  | 2013  | 2014  | 2015  | 2016  |
| ----- | ----- | ----- | ----- | ----- | ----- | ----- |
| 2393  | ↘2162 | ↘2133 | ↘2091 | ↘2057 | ↘2014 | ↘1989 |
| 2017  | 2018  | 2019  | 2020  | 2021  | 2023  | 2024  |
| ↘1958 | ↗2012 | ↘1985 | ↘1972 | ↗2186 | ↘2165 | ↘2161 |

## Состав
| № | Населённый пункт | Тип населённого пункта       | Население |
| - | ---------------- | ---------------------------- | --------- |
| 1 | Татиль           | село                         | ↗1168     |
| 2 | Хапиль           | село, административный центр | ↘1018     |